# Mangoky
De Mangoky is een rivier in Madagaskar. De rivier is 564 kilometer lang en gelegen in de regio's Atsimo-Andrefana en Anosy.
De Mangoky ontstaat door de samenvloeiing van de Matsiatra en Mananantanana in het Centraal Hoogland op een hoogte van 206 meter en mondt uit in Straat Mozambique, nabij Morombe, met een delta van 40 kilometer. Deze delta is bedekt met het grootste mangrovebos van Madagaskar.
Door ontbossing van vooral de inheemse bevolking is er veel bodemerosie langs de oevers, waardoor er veel slib in de rivier ligt. Het met slib beladen Ihotrymeer ligt ook ten zuiden van de rivier.

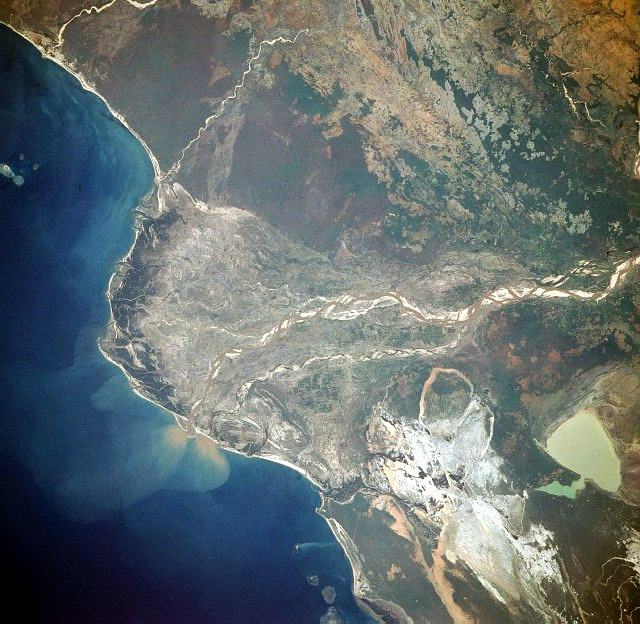
Delta van de Mangoky.

- Virtual International Authority File: 244806379